# Sveltella
Sveltella là một chi ốc biển, là động vật thân mềm chân bụng sống ở biển trong họ Cancellariidae.

## Các loài
Các loài trong chi Sveltella gồm có:
- Sveltella philippii Cossmann, 1899[2]